# Eritreai ortodox egyház
Az eritreai ortodox egyház az antikhalkédóni egyházak közé tartozik. Az etióp ortodox egyháztól vált függetlenné 1993-ban. Székhelye Eritreában, Aszmarában található.

## Vezetői
Azok, akik 1993 óta irányítják az egyházat, az aszmarai székhelyen:
Aszmarai érsek:
- Philippi (1993–1998)

Pátriárkák:
- Philippi (1998–2002)
- Jacob (2002–2003)
- Antonio (2003–2006)
- Dioscorus (2006–2015)
  - betöltetlen (2015–2021)
- Qerlos (2021–2022)
  - betöltetlen (2022–)